# Ариана (пивоварня)
Пивоварня «Ариана» — бывшее болгарское пивоваренное предприятие, которое функционировало в течение 1884—2004 годов и размещалось в столице страны София. В последние годы существования принадлежало к производственным активам одного из крупнейших мировых производителей пива корпорации Heineken International.

## История
Пивоварня была основана в 1884 году в центральной части Софии выходцами из Чехии братьями Прошек, которые начали выпуск «именного» пива Прошеково пиво.
В 1947 году предприятие было национализировано и входило в состав государственных холдинговых компаний по производству алкогольных напитков. Пивоварня выпускала пиво под названием Софийское. Впоследствии производственные мощности были переведены в район Горубляне на окраине города, а в 1978 году производство в центральной части Софии было закрыто. С началом процессов разгосударствления собственности предприятие было приватизировано и в 1996 году получило название Ариана.
В 1997 году пивоварню приобрёл нидерландский пивоваренный гигант Heineken, а в 2004 году новые владельцы приняли решение о закрытии пивоварни и переводе производства пива соответствующей торговой марки на свой другой производственный актив в Болгарии — пивоварню Загорка.

## Ассортимент пива
Торговая марка Ариана продолжает использоваться корпорацией Heineken на болгарском рынке, на неё приходится более 50 % общих объёмов производства пива пивоварней Загорка. Выпускается два сорта ТМ «Ариана»:
- Ариана — светлое пиво с содержанием алкоголя 4,5 %;
- Ариана Тъмно — тёмное пиво с содержанием алкоголя 5,5 %;